# Vaud

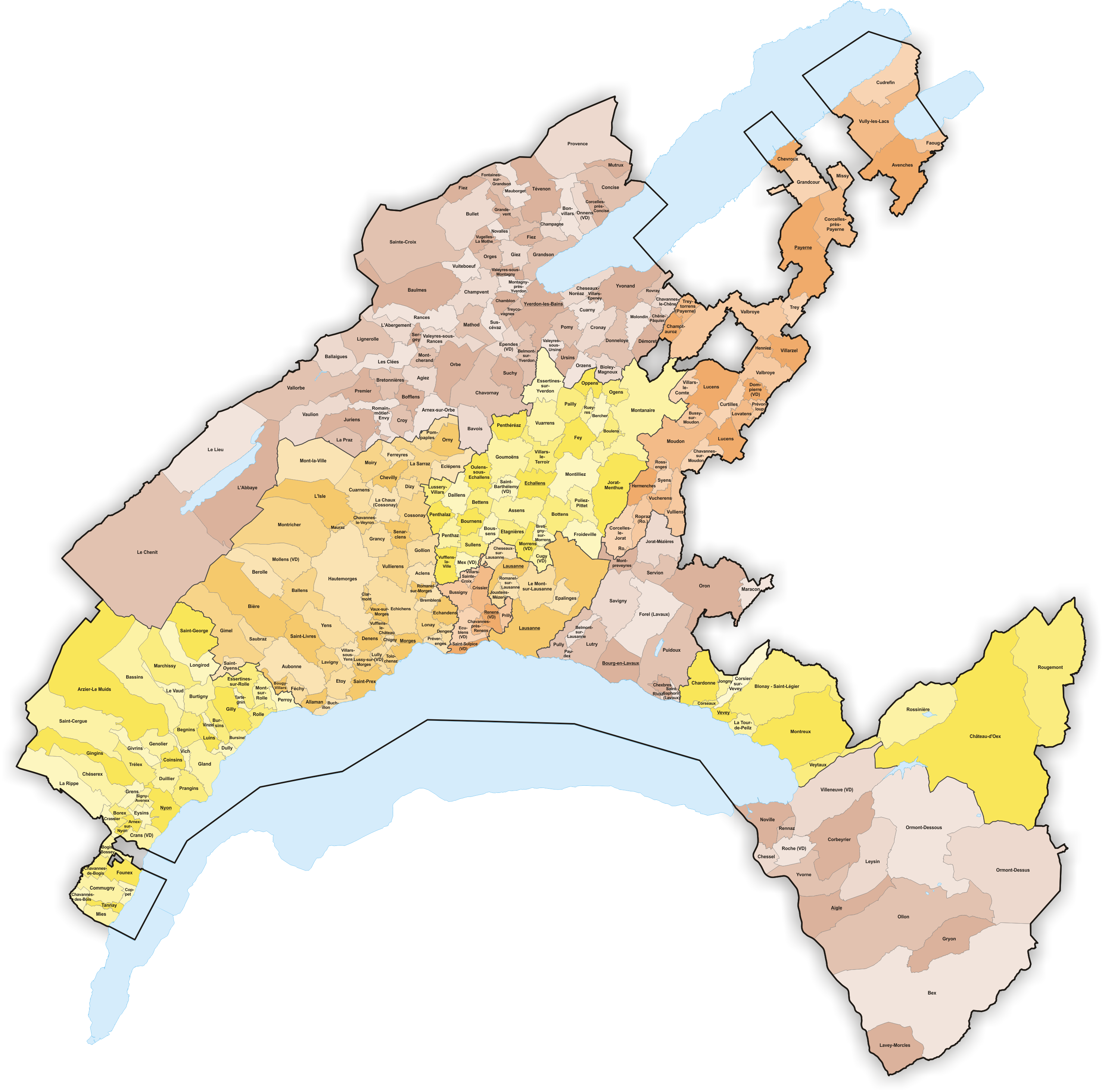
Karta över kantonen Vauds kommuner.

Vaud (franskt uttal: [vo], tyska: Waadt lyssna (fil)) är en kanton i sydvästra Schweiz. Vaud gränsar i sydväst till kantonerna Genève och Valais, i nordväst och söder till Frankrike, i öster till kantonerna Bern och Fribourg samt till Neuchâtel i norr.
Vaud utgör i väster en del av Jurabergen, medan de mellersta delarna består av ett kuperat landskap som präglas av jordbruk. Områdena i öster är bergiga och utgör en del av Alperna. Huvudorten Lausanne ligger vid Genèvesjöns kust i den södra delen av kantonen.

## Historia
Dagens Vaud var under antiken befolkad av de keltiska helvetierna. År 58 f.Kr. besegrades dessa av Julius Caesar och området blev en del av det romerska riket. Området koloniserades under 400-talet e.Kr. av burgunderna, tillföll frankerriket år 534 och blev en del av Burgund år 888. I och med att Burgund anslöts till det tysk-romerska riket år 1032 blev även Vaud en del av riket. Husen Savojen och Zähringen tvistade om Vaud under medeltiden, men området erövrades under 1400- och 1500-talen av Bern.
Vaud förklarade sig självständigt under namnet Lemanska republiken år 1798. Redan samma år införlivades Vaud dock i Helvetiska republiken och 1803 erkändes Vaud som en schweizisk kanton.

## Administrativ indelning
Från 1803 till 2007 var kantonen Vaud indelad i 19 distrikt (districts). Dessa var i sin tur indelade i 61 kretsar  (cercles). Varje krets bestod av en eller flera kommuner.
Sedan 2008 är kantonen endast indelad i tio distrikt och för närvarande (2022) 300 kommuner.

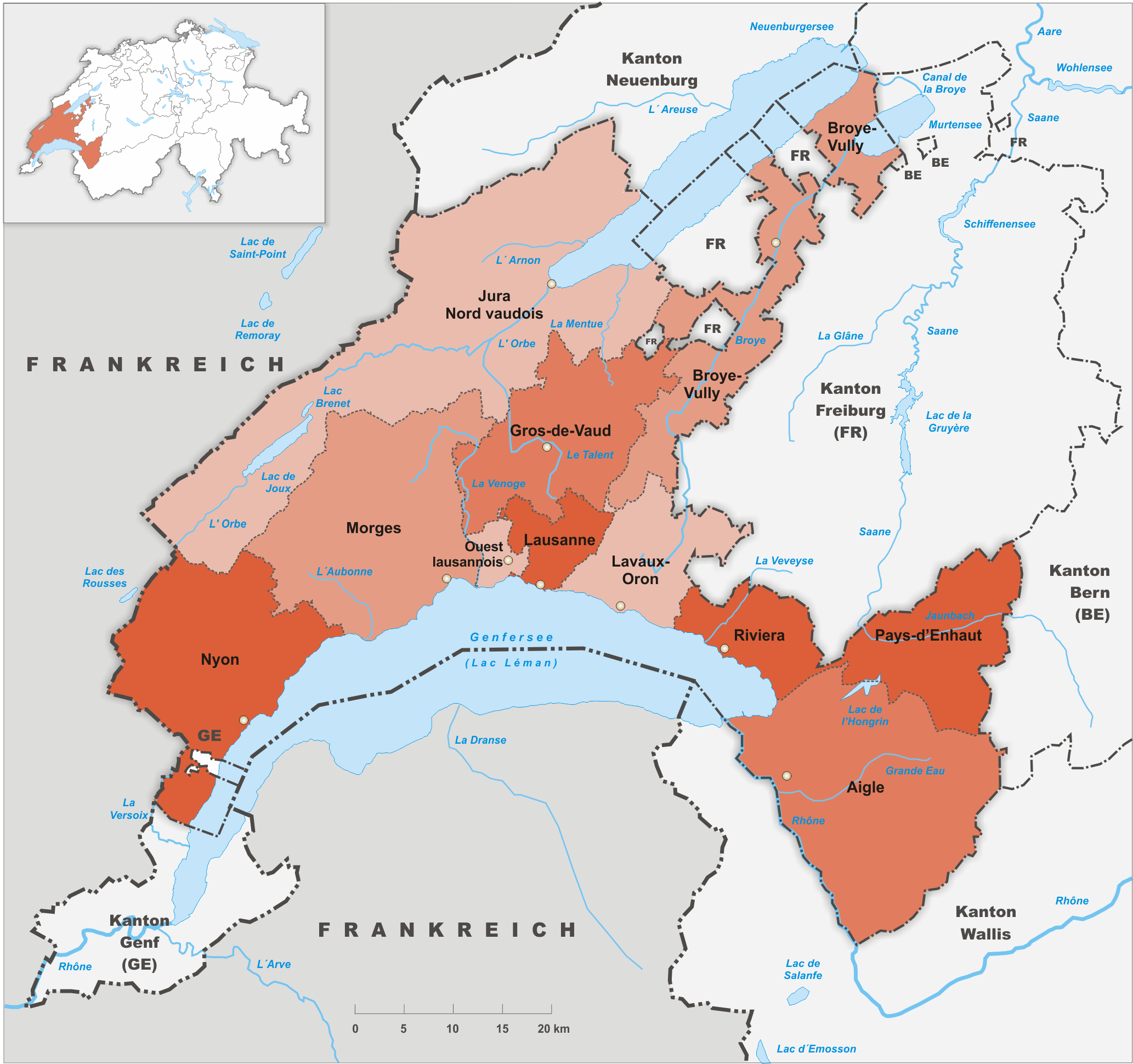
Distrikten i Vaud.

### Distrikt
| Distrikt              | Invånare (31 dec 2020) | Yta i km² | Huvudort          | Antal kommuner |
| --------------------- | ---------------------- | --------- | ----------------- | -------------- |
| Aigle                 | 46 253                 | 434,99    | Aigle             | 15             |
| Broye-Vully           | 44 552                 | 258,02    | Payerne           | 31             |
| Gros-de-Vaud          | 46 421                 | 232,20    | Echallens         | 36             |
| Jura-Nord vaudois     | 93 134                 | 700,99    | Yverdon-les-Bains | 73             |
| Lausanne              | 168 127                | 65,14     | Lausanne          | 6              |
| Lavaux-Oron           | 63 446                 | 140,02    | Bourg-en-Lavaux   | 16             |
| Morges                | 84 533                 | 373,07    | Morges            | 56             |
| Nyon                  | 103 305                | 307,36    | Nyon              | 47             |
| Ouest lausannois      | 79 015                 | 26,34     | Renens            | 8              |
| Riviera-Pays-d'Enhaut | 85 976                 | 282,95    | Vevey             | 12             |
| Total (10)            | 814 762                | 2821,08   | Lausanne          | 300            |

## Demografi
Kantonen Vaud hade 814 762 invånare (2020). Majoriteten av befolkningen är fransktalande.
| Talade språk i Vaud (2019)                                 | Talade språk i Vaud (2019) | Talade språk i Vaud (2019) | Talade språk i Vaud (2019) | Talade språk i Vaud (2019) |
| ---------------------------------------------------------- | -------------------------- | -------------------------- | -------------------------- | -------------------------- |
|                                                            |                            |                            |                            |                            |
|                                                            |                            |                            |                            |                            |
| Tyska                                                      | Tyska                      |                            | 5,0 %                      | 5,0 %                      |
| Franska                                                    | Franska                    |                            | 82,4 %                     | 82,4 %                     |
| Italienska                                                 | Italienska                 |                            | 4,6 %                      | 4,6 %                      |
| Engelska                                                   | Engelska                   |                            | 7,7 %                      | 7,7 %                      |
| Övriga                                                     | Övriga                     |                            | 22,6 %                     | 22,6 %                     |
| Möjlighet fanns att välja upp till tre stycken huvudspråk. |                            |                            |                            |                            |